# Oxylamia binigrovitticollis
Oxylamia binigrovitticollis är en skalbaggsart som beskrevs av Stefan von Breuning 1969. Oxylamia binigrovitticollis ingår i släktet Oxylamia och familjen långhorningar. Inga underarter finns listade i Catalogue of Life.